# Karnische Alpen
Die Karnischen Alpen sind eine Gebirgsgruppe der Südlichen Kalkalpen. Sie liegen auf der Grenze zwischen Österreich (Osttirol, Kärnten) und Italien (Südtirol, Belluno, Friaul). Sie erreicht ihren höchsten Punkt in der Hohen Warte mit 2780 m ü. A. Durch Alpenvereinshütten, ein großes Wegenetz und mehrere Wintersportgebiete sind die Karnischen Alpen für den Tourismus erschlossen.

## Landschaftliche Beschaffenheit und Gliederung

### Gliederung nach AVE
Die Karnischen Alpen gliedern sich in zwei markante Abteilungen:
- Karnischer Hauptkamm (AVE 57a)
- Karnische Voralpen, das sind die Friauler Dolomiten und ihre Vorberge, erstere werden ab dem Mauriapass südwärts zu der Gruppe der Südlichen Karnischen Alpen (AVE 57b) gerechnet, die auch Teile der Belluneser Alpen (Venetianer Voralpen) umfasst.

### Historisches Konzept des 19. Jahrhunderts
Der Begriff wurde im 19. Jahrhundert für eine Dreiteilung der Ostalpen in Norische Alpen, Karnische Alpen (A. Carnicae) und Julische (A. Juliae) oder Krainer-Alpen verwendet. Dabei erstrecken sich diese drei Gruppen über folgende Gebirgsgruppen, wie sie die AVE gibt:
- die Juliae vom Triglav (alt: Terglu) bis an die Dinarischen Alpen (Dinarisches Gebirge) – der heutige Begriff Julische Alpen entspricht dem noch weitgehend
- die Carnicae entlang der Drau bis an die Save (alt: Sau) – das sind die heutigen Karnischen Alpen (die danach noch immer auch karnischer Hauptkamm genannt werden), die Gailtaler Alpen, die Karawanken, Steiner Alpen (Kamniške bzw. Savinjske Alpe ‚Save-Alpen‘) und das Bachergebirge (Pohorje)
- und die Noricae das ganze Gebiet von der Donau an die Drau (also die heutigen nördlichen und zentralen Ostalpen, wobei seinerzeit die Westgrenze der Ostalpen an der Dreiherrnspitze gesehen wurde). Das hat mit dem heutigen Begriff der Norischen Alpen kaum mehr zu tun.

## Geologie

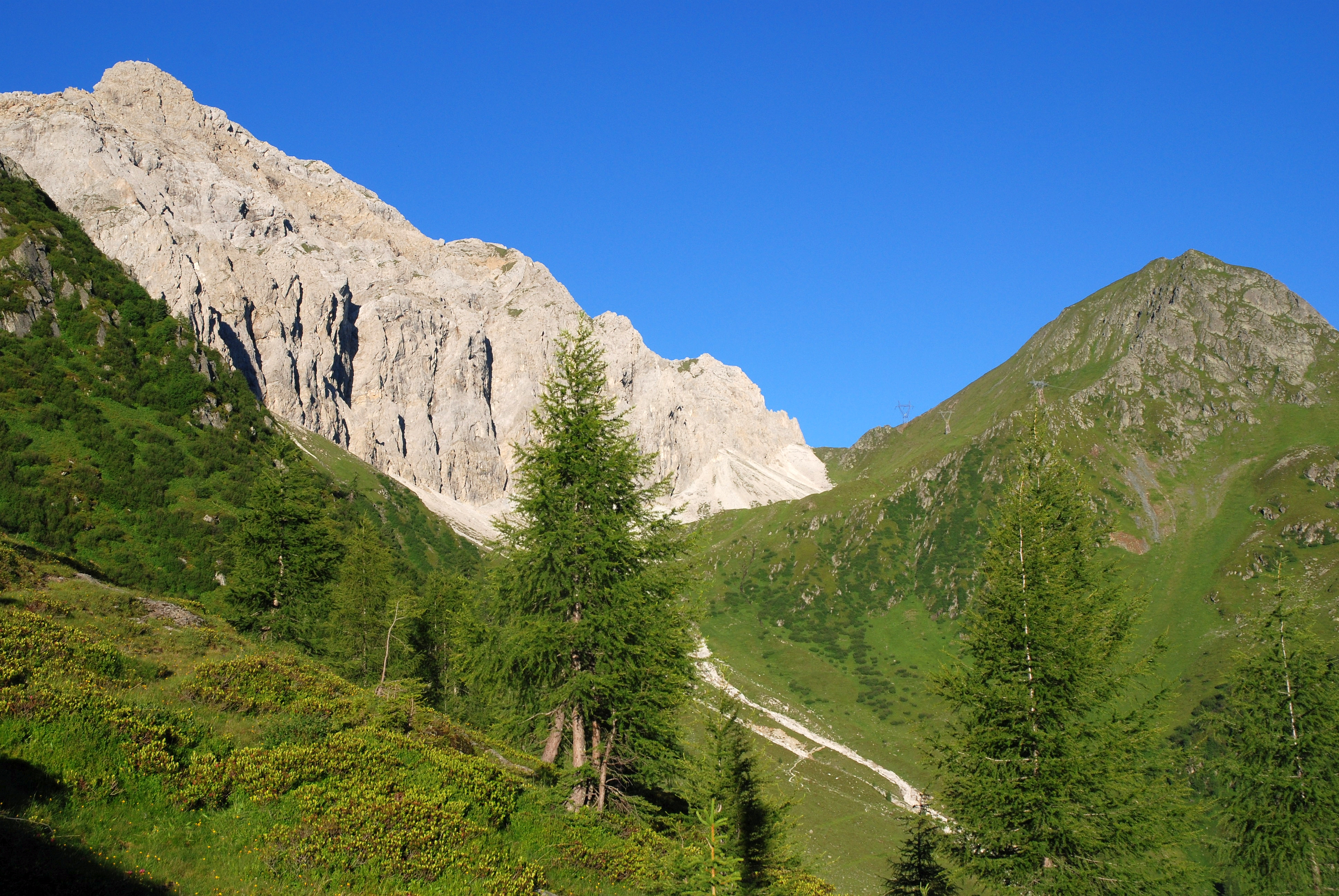
Eine geologische Störung verläuft durch die Porzescharte. Heller Massenkalk der Porze (links) aus dem Devon trifft auf Grauwacke der Roßkarspitze (rechts) aus dem Ordovizium

Für die Geologie sind die massigen, etwa 1.300 m mächtigen Korallenriffe der Kellerwand- und Hohe-Warte-Region in kürzester räumlicher Distanz zu Tiefseekalken rund um den Wolayer See weltweit einzigartig: Diese paläozoischen Kalkmassive sind mit mehr als 400 Millionen Jahren (aus dem Karbon, Devon und Silur) um ein Vielfaches älter als die eigentlichen mesozoischen Alpen selbst und sind in äquatornahen Gebieten entstanden, die im Devon noch an der nördlichen Küste Afrikas im flachen und warmen Meer lagen. Die Wanderroute „Geo-Trail“ verbindet einige an Fossilienvorkommen reiche Bergwege und ist der längste geologische Wanderweg Europas. Am Nordrand des Gebirges, im begleitenden Gailtal, verläuft die Periadriatische Naht, die geologische Grenze zwischen den Kontinentalplatten von Afrika und Europa. Sie zieht vom Tessin über das Pustertal bis zu den Karawanken.
Die Karnischen Alpen gehören zu den 100 wichtigsten geologischen Regionen der Erde. Nirgendwo in Europa sind die Entwicklungsräume des tiefen Meeres, der Kontinentalränder und der Rifflagunen des Erdaltertums so nahe zusammengerückt, dass man sie auf einen Blick in direkter Nachbarschaft im Gelände erleben kann (Rauchkofel-Hohe-Warte-Kellerwand-Cellon). Die Erhaltung der Fossilien ist trotz der mehrfachen Gebirgsfaltung bemerkenswert. Aus der ganzen Welt kommen regelmäßig Geologen, um sich dieses Phänomen vor Ort anzusehen.
Die Karnischen Alpen waren namengebend für das Karnium, einen Zeitabschnitt der Obertrias.

## Geschichte
Die Karnischen Alpen (Latein Alpes Carnicae) wurden nach dem keltischen Volk der Karner (lateinisch Carni) benannt, das hier siedelte. Das „Karantanien“ der Karolingerzeit wurde von Bayern ebenso wie von Slawen (Slowenen) besiedelt.